# 이현창 (1948년)
이현창(1948년 ~)는 대한민국의 전 축구 선수이며, 현재 이천 시민축구단의 감독을 맡고 있다.

## 수상

### 감독
대전 코레일
- 내셔널리그 : 우승 1회 (2005)